# Henning Koppel
Henning Koppel (født 8. maj 1918 i København, død 27. juni 1981 i København), var en dansk billedhugger og designer tilknyttet Georg Jensens sølvsmedie. Han var søn af redaktør Valdemar Koppel og Elise (Jørgensen).
Han er begravet på Bispebjerg Kirkegård.

## Familie
- Koppel-slægten med tyske aner